# La voce (romanzo)
La voce (Röddin) è un romanzo giallo dello scrittore islandese Arnaldur Indriðason, il quinto della serie del commissario Erlendur Sveinsson della polizia di Reykjavík, tradotto e pubblicato in Italia nel 2008.

## Trama
Mancano pochi giorni a Natale e in un sottoscala di un albergo viene rinvenuto il cadavere del custode, Guòlaugur, vestito da Babbo Natale e con i pantaloni abbassati. Ad occuparsi del caso è Erlendur, insieme Sigurður Oli ed Elínborg. Per condurre al meglio le indagini Erlendur si trasferisce nell'hotel. Il direttore dell'albergo esige che le indagini vengano condotte con assoluta discrezione per non creare uno scandalo. Erlendur interroga il personale dell'albergo, ma benché Guòlaugur vivesse lì da diversi anni, nessuno sembra conoscerlo bene e non riescono a dare informazioni sulla vita privata dell'uomo. Viene rintracciata la famiglia della vittima, ma sia la sorella Stefania che il padre, costretto su una sedia a rotelle, hanno interrotto i rapporti con l'uomo parecchi anni prima. Durante la perquisizione della stanza dove è stato rinvenuto il cadavere, dimora di Guòlaugur da diversi anni, vengono ritrovati alcuni dischi e un bigliettino con annotato un appuntamento con un uomo. Erlendur scopre che l'uomo con il quale la vittima aveva appuntamento è Henry Wapshot, un cittadino britannico facoltoso, collezionista di dischi di voci bianche. Wapshot voleva incontrare Guòlaugur perché era stato un bambino prodigio, una voce bianca che all'epoca aveva riscosso molto successo. Poi però il ragazzo durante l'adolescenza aveva perso la sua voce. Dalle indagini emerge che la vittima era omosessuale e che era stato questo il motivo della rottura con la sua famiglia. Grazie all'aiuto di Stina, una prostituta amica di Eva Lind, il commissario scopre che nell'hotel c'era un giro di prostituzione. Erlendur, oltre a far fronte alle indagini, è anche impegnato a ricostruire il rapporto con la figlia Eva Lind, che rinfaccia al padre di averla abbandonata da bambina e ancora non le ha mai spiegato il motivo. La ragazza è ancora scossa per la perdita della figlia. Il commissario conosce Valgeròur, un'analista che si occupa di prendere i campioni di saliva. L'uomo ne rimane subito attratto tanto da invitarla ad uscire e a confidarle particolari della sua vita privata.

## Protagonisti
Personaggi comuni alla serie
- Erlendur Sveinsson, 50 anni circa, tarchiato, capelli rossicci, commissario della polizia investigativa.
- Sigurður Oli, giovane poliziotto, di alta statura, ha studiato criminologia negli USA
- Elínborg, donna membro della squadra investigativa.
- Sindri Snær Erlendursson, figlio di Erlendur, ha problemi di dipendenza dall'alcol.
- Eva Lind Erlendursdóttir, figlia di Erlendur, ha problemi di tossicodipendenza.
- Halldóra, ex-moglie di Erlendur.
- Marion Briem, poliziotto in pensione, è stata il superiore di Erlendur al suo ingresso nella polizia investigativa. Aiuta Erlendur nelle indagini.

Personaggi del romanzo “La voce”
- Guòlaugur, 50 anni, viene ucciso con un coltello da cucina nello stanzino dell'albergo in cui viveva. È stato un bambino prodigio.
- Osp, donna delle pulizie in albergo. Trova il cadavere di Guòlaugur
- Stefania, sorella di Guòlaugur.
- Henry Wapshot, cittadino inglese, collezionista di dischi di voci bianche. È stato più volte incriminato per pedofilia.
- Valgeròur, analista che durante le indagini recupera i campioni di saliva tra il personale dell'albergo. Erlendur è attratto dalla donna e la invita ad uscire. Le confida particolari della sua vita privata, in particolare il trauma che subì da bambino, quando il fratello minore si smarrì durante una tempesta di neve.
- Reynir, fratello tossicodipendente di Osp, spesso era costretto a nascondersi nel sottoscala dove vive Guòlaugur perché doveva dei soldi agli spacciatori. Il ragazzo, sempre a causa del costante bisogno di denaro, si prostituiva con la vittima.
- Stìna, prostituta amica di Eva Lind, aiuta Erlendur nelle indagini.

## Edizioni in italiano
- Arnaldur Indriðason, La voce, Narratori della Fenice, Guanda, 2008,  p. 491, ISBN 886088456X.